# Raphia hookeri
La palmera de rafia de la Costa de Marfil es un árbol de palmera con un tallo sin bifurcación que puede alcanzar los 10 m de alto. El tallo en su extremo se abre en una corona de largas hojas erectas que pueden llegar a medir hasta 12 m de largo. El tallo puede medir unos 30 cm de diámetro.
La planta es utilizada para diversos usos y es un cultivo muy importante para los pueblos que la cultivan en África. Es una fuente importante de fibras de rafia y piasava, las cuales son exportadas a países con climas templados, como ser en Europa. 
Por lo general se la cosecha de plantas salvajes, aunque ocasionalmente es cultivada, por ejemplo en Nigeria, y fuera de África en la  India, Malasia y Singapur.
Se la suele cultivar en el sur de Nigeria para producir vino de palma. La pulpa y semillas de sus frutos son comestibles.